# Премія й медаль імені Карла Сагана
Премія й медаль імені Карла Сагана
Для увічнення імені визначного вченого-астронома Карла Сагана у 1990-ті роки було засновано три престижні нагороди. Американським Астрономічним Товариством та Планетарним товариством 1997 року встановлена Премія пам’яті К. Сагана та медаль «За видатні заслуги в популяризації науки» (1998). Третя премія за відкриття суспільству значення ролі науки
1993 року ініційована Радою президентів наукових товариств.